# سیارک ۲۱۵۴۹
سیارک ۲۱۵۴۹ (به انگلیسی: 21549 Carolinelang، نامگذاری:1998QJ44) بیست و یک هزار و پانصد و چهل و نهمین سیارک کشف شده‌است که در ۱۷ اوت ۱۹۹۸ کشف شد.
قدر مطلق سیارک برابر ۲۲.۴ است.